# Anna Lechner
Anna Lechner (* 17. Dezember 1893 in Wien; † 9. Juli 1960 ebenda) war eine österreichische Musikpädagogin.
Anna Lechner war ab 1924 Dozentin am Pädagogischen Institut der Stadt Wien, im Jahr 1949 wurde sie Professorin. In ihrem Unterricht baute sie die rhythmisch-tonale und gesamtmusikalische Bildung auf der Funktionslust und der musikalischen Kreativität der Kinder auf. 

## Schriften
- Ein froher Weg ins Reich der Töne, 2 Bände, 1929/31.